# Karin Green
Karin Birgitta Amanda Green, född Karlsson 10 juni 1949 i Mora, Dalarna, är en svensk sångare och låtskrivare.
Green debuterade på skiva med en singel redan som 15-åring. 1982 kom hennes LP Brinn med eget material på skivbolaget Transmission (TR031-47). Kritikerna var nästan genomgående positiva men musiken nådde inte ut till den stora publiken. 1986 kom singeln Så vacker Du är på Caprice Records (CAP9016) vilken blev en större framgång. Efter ett långt uppehåll gav hon sedan på egen label i oktober 2005 ut sin CD Liv (Greenverk GVCD0502), där låten "Älskade barn" har spelats i Sveriges Radio P4 och många lokala stationer. "Älskade barn" var en period den mest önskade låten på Radio Gävleborg. Sommaren 2008 gav Green ut ytterligare en CD med 12 nya spår - Mitt bultande hjärta (Greenverk GVCD0802. Det var en något mera beatbaserad CD med stor genrebredd - allt ifrån den symfoniska Lyss till den kärlek till rockballaden Du är inte ensam.
Greens musik är byggd kring hennes starka och självutlämnande texter som arrangeras och bearbetas av hennes producent Olle Nyberg. Han har bland annan arbetat med Björn Afzelius, Olsen Brothers, Ulf Lundell och många andra som klaviaturspelare och producent. Karin är också dotter till den framlidne skidåkarlegenden Nils "Mora-Nisse" Karlsson från byn Östnor i Mora, Dalarna. 